# Pokafoss
De Pokafoss is een lage waterval in de Laxá í Kjós  in het westen van IJsland, ongeveer 15 km noordoost van Reykjavik. De hoogte is niet meer dan 2 meter en het lijkt eerder een stroomversnelling. Een paar kilometer stroomopwaarts ligt de Þórufoss.
De waterval is te bereiken via de Kjósaskarðvegur, weg nr. 48 tussen Hvalfjörður en Þingvellir. 